# 친윤
친윤(親尹)은 대한민국의 전 검찰총장과 제20대 대통령인 윤석열에 대해 우호적이거나, 또는 그의 사상·정책에 동조하는 국민의힘을 일컫는 말이다. 이 집단의 여집합은 "비윤"(非尹) 또는 "반윤"이라고 일컬어진다. 그 외에 윤석열의 측근으로 여겨지는 사람들을 "윤핵관"(尹核關, '윤석열 측의 핵심 관계자'라는 뜻)이라고 부르기도 한다.

## 같이 보기
- 윤석열
- 윤석열 정부
- 국민의힘